# Диосмийиттрий
Диосмийиттрий — бинарное неорганическое соединение, интерметаллид
осмия и иттрия
с формулой YOs2,
кристаллы.

## Получение
- Сплавление стехиометрических количеств чистых веществ:

{\displaystyle {\mathsf {2\,Os+Y\ {\xrightarrow {2500^{o}C}}\ YOs_{2}}}}

## Физические свойства
Диосмийиттрий образует кристаллы
гексагональной сингонии,
пространственная группа P 63/mmc,
параметры ячейки a = 0,5307 нм, c = 0,8786 нм, Z = 4,
структура типа дицинкмагния MgZn2 (фаза Лавеса)
.
Соединение конгруэнтно плавится при температуре ≈2500°С .